# Здание средней школы №4
Здание средней школы им. С. М. Кирова — сооружение в Минске, находящееся на улице Красноармейской, 11. Построено в 1936 из кирпича (архитектор Герасим Якушка) в стиле постконструктивизма.

## История
В середине 1930-х годов в БССР проводилось ускоренное и расширенное строительство, которое характеризовалось поиском новых архитектурно-планировочных решений. Здание школы имени Кирова стало одним из примеров таких поисков.
В 1979 крыло, которое выходит на улицу Кирова, было удлиненно. К основному строению был пристроен новый 6-этажный корпус (архитекторы Виктор Коряка и Вечеслав Шолковский), где разместились физкультурный и актовые залы, бассейн.

## Архитектура
Четырёхэтажное Г-образное здание. Угловая часть выступает полукруглым эркером с колоннадой на уровне 2-го и 3-го этажей и главным входом. Резкого понижение рельефа по улице Кирова обусловило потребность цокольного этажа, где были размещены мастерская, хозяйственные помещения. Планировка коридорная с односторонним расположением помещений. Три лестничные клетки по торцах и в центральной части здания дают связь между этажами.

## Галерея
- На старых снимках
- 1930-я гг.
- 1930-я гг.
- 1936 г.